# Carey McLeod
Carey McLeod (14 aprile 1998) è un lunghista giamaicano, bronzo ai campionati del mondo indoor 2024 nel salto in lungo.

## Carriera
McLeod ha studiato al Kingston College in Giamaica prima di trasferirsi all'Università del Tennessee. Si è piazzato tra i primi 10 collegiali del salto triplo nella storia indoor della NCAA, registrando un punteggio di 17,17 m per vincere il salto triplo maschile ai Campionati SEC di Fayetteville. Oltre a stabilire un nuovo record scolastico, ha superato lo standard di qualificazione olimpica del 2020, oltre ad essere il numero 1 nella NCAA e il numero 3 al mondo per la stagione indoor 2020-21. I suoi sforzi sia nel salto in lungo che nel salto triplo gli sono valsi una nomination come atleta dell'evento indoor NCAA del 2020. Oltre al record personale di 17.17 nel salto triplo, nello stesso evento a Fayetteville ha ottenuto il record personale di 8.25 nel salto in lungo.
Il 14 maggio 2021 ha saltato 8,34 m nel salto in lungo al Cushing Stadium in Texas, posizionandosi secondo nella lista senior per il 2021 al momento del salto, dietro JuVaughn Harrison. McLeod ha battuto Harrison quando ha fatto quel salto in Texas, che ha saltato 10 cm in meno a 8,24 m per il secondo posto quel giorno. Quel salto portò McLeod al quarto posto nella lista dei giamaicani di tutti i tempi.
È arrivato quarto nel salto in lungo ai Campionati mondiali di atletica leggera 2023 a Budapest nell'agosto 2023. La sua prestazione è stata segnata da una spettacolare scivolata sulla tavola di decollo che lo ha fatto girare in aria.
Nel febbraio 2024, è stato selezionato per competere per la Giamaica ai Campionati mondiali indoor di atletica leggera 2024 a Glasgow, dove ha vinto la medaglia di bronzo nel salto in lungo con la migliore distanza stagionale di 8,21 m.

## Palmarès
| Anno | Manifestazione     | Sede       | Evento         | Risultato | Prestazione | Note |
| ---- | ------------------ | ---------- | -------------- | --------- | ----------- | ---- |
| 2016 | Carifta Trials U20 | Kingston   | Salto triplo   | 4°        | 14,80 m     |      |
| 2017 | Panamericani U20   | Trujillo   | 4x100 m        | Argento   | 39"74       |      |
| 2017 | CARIFTA Games U20  | Willemstad | Salto triplo   | Argento   | 15,81 m     |      |
| 2017 | CARIFTA Games U20  | Willemstad | Salto in lungo | Oro       | 7,62 m      |      |
| 2021 | Giochi olimpici    | Tokyo      | Salto in lungo | 21º (q)   | 7,75 m      |      |
| 2021 | Giochi olimpici    | Tokyo      | Salto triplo   | 24º (q)   | 16,01 m     |      |
| 2023 | Mondiali           | Budapest   | Salto in lungo | 4°        | 8,27 m      |      |
| 2024 | Mondiali indoor    | Glasgow    | Salto in lungo | Bronzo    | 8,21 m      |      |
| 2024 | Giochi olimpici    | Parigi     | Salto in lungo | 12º       | 7,82 m      |      |